# Juliette Schoppmann

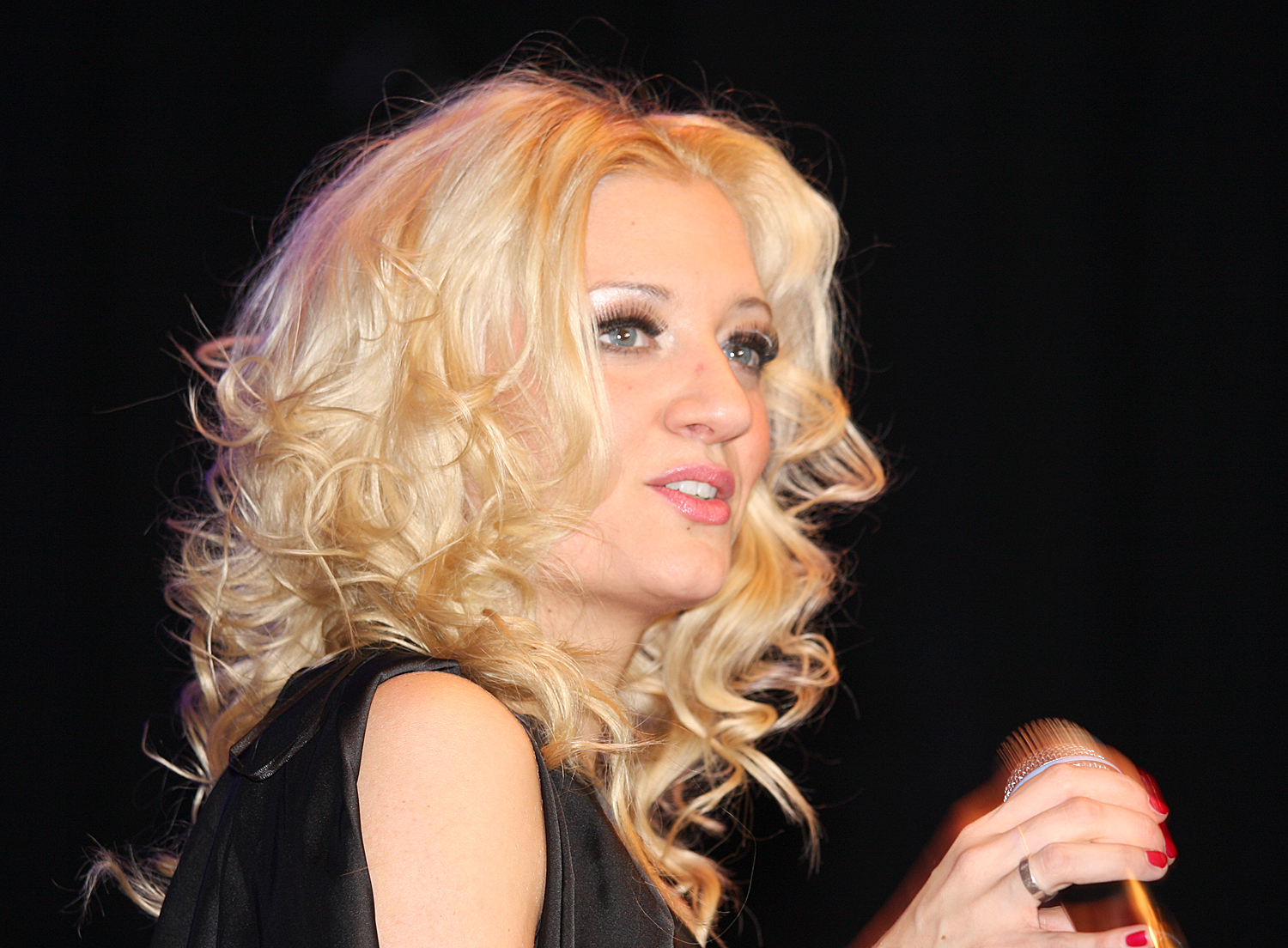
Juliette Schoppmann (2008)

Juliette Schoppmann (* 18. März 1980 in Stade) ist eine deutsche Pop- und Musical-Sängerin. Sie belegte 2003 in der ersten Staffel der RTL-Castingshow Deutschland sucht den Superstar den zweiten Platz.

## Leben
Schoppmann wurde 1980 im niedersächsischen Stade als Tochter einer Französin und eines Deutschen geboren. Von 1991 bis 1996 machte sie bei John Neumeier an der Hamburger Staatsoper eine Ausbildung zur klassischen Tänzerin. Ende der 1990er Jahre wurde sie an der Stella R1 Academy in Hamburg zur Musical-Sängerin ausgebildet; außerdem besuchte sie die Stage School Hamburg.
Schoppmann wurde 2002 als Teilnehmerin der ersten Staffel der RTL-Castingshow Deutschland sucht den Superstar (DSDS) bekannt. Sie war kurzzeitig mit dem ebenfalls an der Show mitwirkenden Daniel Lopes liiert. Schoppmann galt als Favoritin, unterlag aber im Finale ihrem Konkurrenten Alexander Klaws mit 70,1 % zu 29,9 % der über Telefon abgegebenen Zuschauerstimmen. Mit dem Song We Have a Dream gewann sie 2004 mit den DSDS-Allstars den ECHO Pop in der Kategorie „Single des Jahres“.
Anschließend veröffentlichte Schoppmann das Soloalbum Unique sowie die drei Singleauskopplungen Calling You, Only Uh Uh … und I Still Believe. Trotz zweier Top-10-Hits kündigte die Plattenfirma Sony BMG Music Entertainment 2004 ihren Vertrag. Für ein Album von Linda Teodosiu, die in der fünften Staffel von Deutschland sucht den Superstar den dritten Platz belegt hatte, schrieb sie 2009 die Songs Good at It, Mi Chica, Alien und Ready to Fly. Im September 2012 nahm Schoppmann an der RTL-Castingshow Das Supertalent teil und belegte den sechsten Platz.
Auf Leo Rojas’ Album Albatross war Schoppmann als Sängerin des Titels Forever Love zu hören. Zur Vierschanzentournee 2013/2014 sang sie den offiziellen Song To the Sky. 2014 coachte sie den Gewinner des Supertalents Marcel Kaupp und begleitete ihn zum Sieg. 2017 nahm sie den Titel Für dich mit Dieter Bohlen neu auf. Seit 2018 betreut sie als Vocalcoach die Kandidaten bei DSDS.
Nachdem Schoppmann ursprünglich die Veröffentlichung neuer Musik für den 2. Mai 2025 ankündigte, gab sie stattdessen an diesem Tag bekannt, ihre persönliche Musikkarriere mit sofortiger Wirkung zu beenden. Ihre Tätigkeiten im Coaching-Bereich werde sie fortführen.
Schoppmann lebt in Köln und arbeitet dort seit 2013 als Dozentin an der Music Academy Köln-Süd und seit September 2014 auch an der Music Academy Bonn. Im Januar 2023 gaben sie und die Komikerin Tahnee Schaffarczyk ihre Heirat bekannt.

## Mottoshows beiDeutschland sucht den Superstar
| Mottoshow                         | Lied                              | Originalinterpret             | Anrufer                |
| 2. Top-30-Show (7. Dezember 2002) | Saving All My Love for You        | Whitney Houston               | 29 % (Platz 1 von 10)  |
| Mein Superstar                    | I Wanna Dance with Somebody       | Whitney Houston               | 9,8 % (Platz 3 von 10) |
| Lovesongs                         | Without You                       | Harry Nilsson                 | 7,4 % (Platz 4 von 9)  |
| Hits 2002                         | From Sarah with Love              | Sarah Connor                  | 18,3 % (Platz 2 von 7) |
| Musical                           | Out Here on My Own aus Fame       | Dominic Bugatti, Michael Gore | 7,0 % (Platz 6 von 7)  |
| Hits der 80er                     | The Power of Love                 | Jennifer Rush                 | 13,5 % (Platz 4 von 6) |
| Big Band                          | Big Spender                       | Shirley Bassey                | 15,0 % (Platz 3 von 5) |
| Disco                             | What a Feeling                    | Irene Cara                    | 28,1 % (Platz 2 von 4) |
| Disco                             | It’s Raining Men                  | Weather Girls                 | 28,1 % (Platz 2 von 4) |
| Filmmusik                         | My Heart Will Go On (aus Titanic) | Céline Dion                   | 32,0 % (Platz 2 von 3) |
| Filmmusik                         | Licence to Kill (aus James Bond)  | Gladys Knight                 | 32,0 % (Platz 2 von 3) |
| Finale                            | Through the Rain                  | Mariah Carey                  | 29,9 % (Platz 2 von 2) |
| Finale                            | It’s Raining Men                  | Weather Girls                 | 29,9 % (Platz 2 von 2) |
| Finale                            | Take Me Tonight                   | Eigeninterpretation           | 29,9 % (Platz 2 von 2) |

## Diskografie

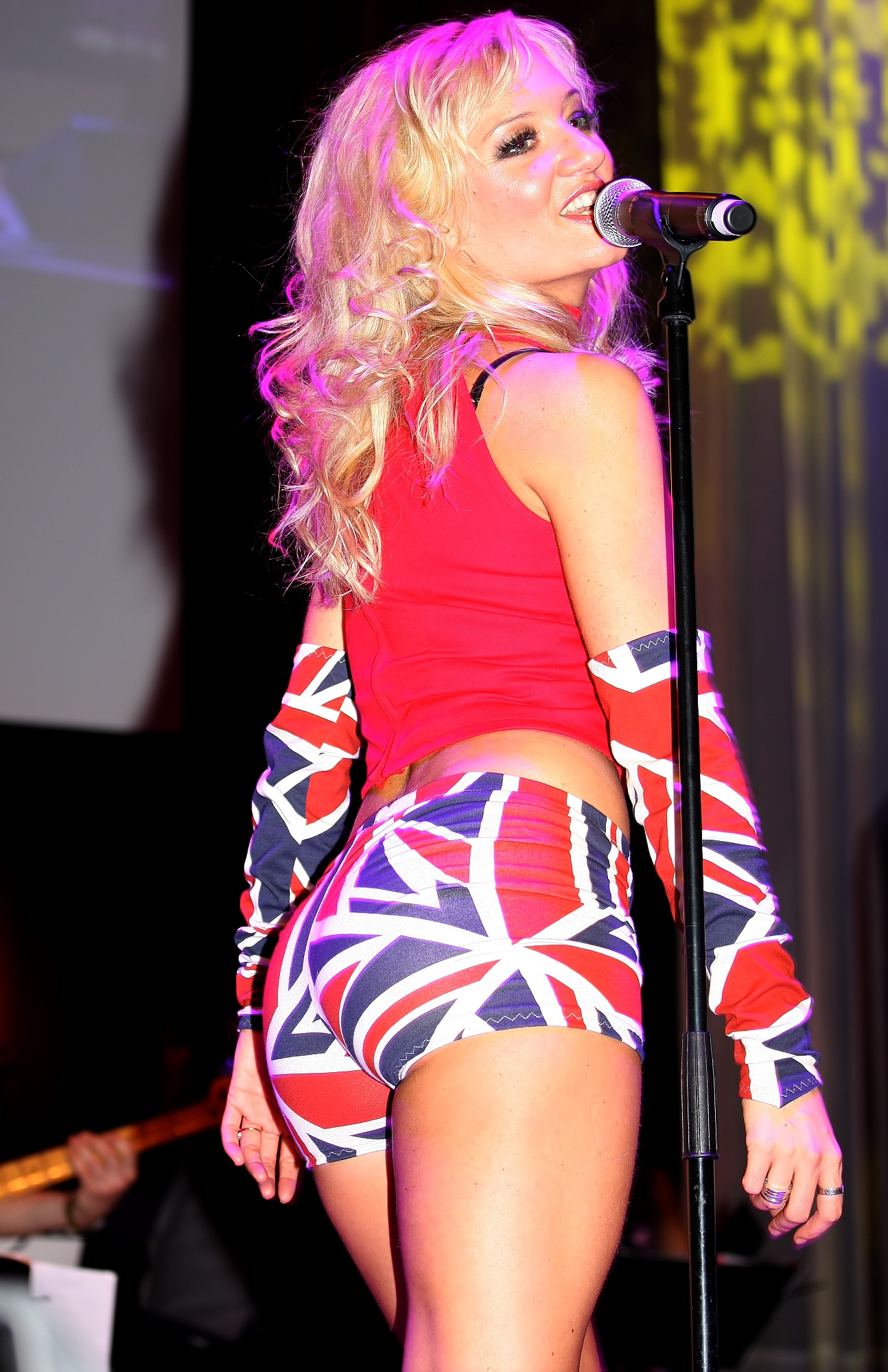
Juliette Schoppmann (2009)

### Studioalben
| Jahr | Titel  | Höchstplatzierung, Gesamtwochen, AuszeichnungChartplatzierungen (Jahr, Titel, Platzierungen, Wochen, Auszeichnungen, Anmerkungen) | Höchstplatzierung, Gesamtwochen, AuszeichnungChartplatzierungen (Jahr, Titel, Platzierungen, Wochen, Auszeichnungen, Anmerkungen) | Höchstplatzierung, Gesamtwochen, AuszeichnungChartplatzierungen (Jahr, Titel, Platzierungen, Wochen, Auszeichnungen, Anmerkungen) | Anmerkungen                                              |
| Jahr | Titel  | DE | AT | CH | Anmerkungen                                              |
| ---- | ------ | --- | --- | --- | -------------------------------------------------------- |
| 2004 | Unique | DE15 (4 Wo.)DE | AT15 (6 Wo.)AT | CH4 (9 Wo.)CH | Erstveröffentlichung: 9. Februar 2004 Verkäufe: + 40.000 |

### Gemeinschaftsalben
| Jahr | Titel Musiklabel                    | Höchstplatzierung, Gesamtwochen, AuszeichnungChartplatzierungen (Jahr, Titel, Musiklabel, Platzierungen, Wochen, Auszeichnungen, Anmerkungen) | Höchstplatzierung, Gesamtwochen, AuszeichnungChartplatzierungen (Jahr, Titel, Musiklabel, Platzierungen, Wochen, Auszeichnungen, Anmerkungen) | Höchstplatzierung, Gesamtwochen, AuszeichnungChartplatzierungen (Jahr, Titel, Musiklabel, Platzierungen, Wochen, Auszeichnungen, Anmerkungen) | Anmerkungen                                                                        |
| Jahr | Titel Musiklabel                    | DE | AT | CH | Anmerkungen                                                                        |
| ---- | ----------------------------------- | --- | --- | --- | ---------------------------------------------------------------------------------- |
| 2003 | United Hansa Musik Produktion (BMG) | DE1 ×11Elffachgold · (19 Wo.)DE | AT1 Platin · (15 Wo.)AT | CH2 Platin · (16 Wo.)CH | Erstveröffentlichung: 9. Februar 2003 Verkäufe: + 1.170.000; mit den DSDS-Allstars |

### Singles
| Jahr | Titel Album            | Höchstplatzierung, Gesamtwochen, AuszeichnungChartplatzierungen (Jahr, Titel, Album, Platzierungen, Wochen, Auszeichnungen, Anmerkungen) | Höchstplatzierung, Gesamtwochen, AuszeichnungChartplatzierungen (Jahr, Titel, Album, Platzierungen, Wochen, Auszeichnungen, Anmerkungen) | Höchstplatzierung, Gesamtwochen, AuszeichnungChartplatzierungen (Jahr, Titel, Album, Platzierungen, Wochen, Auszeichnungen, Anmerkungen) | Anmerkungen                                                                        |
| Jahr | Titel Album            | DE | AT | CH | Anmerkungen                                                                        |
| ---- | ---------------------- | --- | --- | --- | ---------------------------------------------------------------------------------- |
| 2002 | We Have a Dream United | DE1 ×3Dreifachgold · (17 Wo.)DE | AT2 Gold · (19 Wo.)AT | CH1 Platin · (16 Wo.)CH | Erstveröffentlichung: 23. Dezember 2002 Verkäufe: + 810.000; mit den DSDS-Allstars |
| 2003 | Calling You Unique     | DE10 (9 Wo.)DE | AT16 (8 Wo.)AT | CH23 (10 Wo.)CH | Erstveröffentlichung: 23. Juni 2003                                                |
| 2003 | Only Uh Uh… Unique     | DE60 (2 Wo.)DE | AT60 (3 Wo.)AT | CH45 (7 Wo.)CH | Erstveröffentlichung: 13. Oktober 2003                                             |
| 2004 | I Still Believe Unique | DE9 (7 Wo.)DE | AT9 (14 Wo.)AT | CH10 (11 Wo.)CH | Erstveröffentlichung: 12. Januar 2004                                              |

Weitere Veröffentlichung
- 2011: This Special Night (inkl. Version von Fady Maalouf)[8]
- 2013: To The Sky